# Эйливед
Эйливед, также Элюнед (англ. Saint Eluned; V в.) — дева Валлийская, мученица, память 1 августа.
Св. Эйливед (Eiliwedd), также известная как Алмедья (Almedha), Алюд (Alud), Ангер (Anger) и Эйлюнед (Eiluned), происходила из Брекона.

## Житие
По преданию, св. Элюнед была одной из двадцати четырёх дочерей св. Брихана из Брихейниога, валлийского монарха, принявшего христианство. Элюнед обратилась ко Господу в раннем возрасте, но была преследуема принцем-язычником. Она отклонила его ухаживания и, подобно многим женщинам того времени, бежала от того, чтобы быть принуждённой ко вступлению в брак. Она отправилась в Лландей (Llanddew), но была изгнана оттуда местными жителями. Затем она отправилась в Лланвило (Llanfilo), откуда она также была изгнана под предлогом воровства. Потом она отправилась в Ллехвайн (Llechfaen), называемый ныне Ллехен (Llechen), откуда она вновь была изгнана сообществом. Она не находила себе пристанища, покуда не прибыла в Слух-Тимп (Slwch Tump), где местный лорд взял её под своё покровительство. Однако преследователь св. девы нашёл её и здесь. Когда св. Элюнед бежала от преследователя, но он сбросил её с холма и обезглавил. В том месте открылся источник.
Согласно Католической Энциклопедии она именуется Люнед из Мабиногиона ("the Luned of the «Mabinogion») (Lady Guest, I, 113-14, II, 164). Теннисон (Tennyson) называет её Линетт (Lynette) в «Гаррет и Линетт» («Gareth and Lynette»).

## Почитание
Когда норманны вошли в Брекнокшир (Brecknockshire) в XI веке, источник в Слухе (Slwch) стал известен своими целительными свойствами. Как и многие иные святыни, источник и часовня св. Элюнед были уничтожены в период Реформации.